# Йокмокк (коммуна)
Йо́кмокк (швед. Jokkmokks kommun) — коммуна (муниципалитет) на севере Швеции в лене Норрботтен. Название коммуны имеет саамское происхождение и отражает географическое положение центра коммуны, одноимённого города Йокмокк; с луле-саамского слово jåhkåmåhkke можно перевести как «речной изгиб», «поворот реки».
Коммуна является одним из центров саамской культуры.
Йокмокк занимает второе место среди всех коммун Швеции по площади (19 477 км²), что лишь немногим меньше площади такой страны как Словения. Население коммуны составляет чуть больше 5 тысяч человек, причём за последние 60 лет оно уменьшилось в два раза. Плотность населения коммуны — очень низкая, всего 0,3 чел./км².

## География

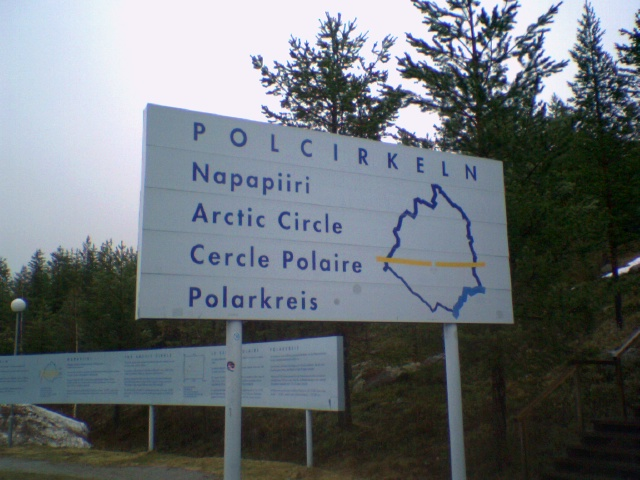
Полярный круг в Йокмокке

Коммуна расположена на склонах Скандинавских гор, в шведской Лапландии. Большая часть коммуны — регион, заселённый с давних времён саамскими оленеводами, он охраняется как объект всемирного наследия ЮНЕСКО под названием Лапония, включающий национальные парки Муддус, Сарек, Падьеланта и Стура-Шёфаллет.
Благодаря северному положению коммуны здесь можно наблюдать северное сияние почти на протяжении всей зимы, а в июне и июле здесь наблюдается полярный день.

## Достопримечательности и события
Йокмокк известен благодаря саамскому рынку, проводимому здесь уже на протяжении 400 лет в первые выходные февраля. Данное событие уже давно перестало быть просто собранием торговцев, сейчас это целая неделя культурных событий с лекциями, концертами музыки и многим другим.
Туристов привлекают также национальные парки, открытые для посещения круглый год.
18—19 июня 2012 года в Йокмокке прошёл Национальный конгресс шведских саамов.

## Изменение численности населения
- 1950 г. — 10 744
- 1960 г. — 11 533
- 1970 г. — 7993
- 1980 г. — 7087
- 1990 г. — 6726
- 2000 г. — 6019
- 2008 г. — 5305